# Kulturno–povijesna zbirka Lič
Kulturno–povijesna zbirka Lič nalazi se u središtu naselja Lič, na Mjesnom trgu u zgradi Škole Lič. Udaljenost iste od izlaza Vrata na Autocesti Zagreb – Rijeka je 5 km, odnosno 3 km od središta naselja Fužine.

## Odjeli
Zbirka ima pet odjela:
- Etnografski odjel – s etnografskim predmetima (oko 250 predmeta)
- Arhivski odjel – u njemu se nalaze reprezentativni izlošci povijesne dokumentacije koja je vezana za mjesto Lič (rukopisi, knjige, obrasci, fotografije)
- Odjel kulture stranih naroda - donacija obitelji Paić (oko 60 predmeta iz kultura naroda Latinske Amerike, Azije i Afrike)
- Kolekcionarski odjel – donacija obitelji Paić (slike hrvatske naive)
- Povijesni odjel – sadrži Župnu riznicu (liturgijsko ruho, župni barjaci, liturgijske knjige i predmeti), te građanski namještaj (soba, blagovaonica) i posuđe iz vremena oko 1920. godine.

## Usluge
Uz vođenje koje uključuje izlaganje o povijesti mjesta i prezentiranje svakog odjela Zbirke voditelji Etnografske udruge „Sv. Juraj” omogućavaju i razgledavanje Svetišta BDM Snježne u Ličkom polju, 2 km od Etnografske zbirke (prvi spomen 1733., obnovljeno 2002.). U vođenje je također uključeno izlaganje o povijesti Svetišta BDM Snježne, te povijesnim lokacijama u okolišu Svetišta. Također je moguć uspon Stazom Ivana Pavla II., na brdo Sv. Ivan
Zbirka je uvrštena u popis Hrvatskih muzeja, a sadržava vrijednu zbirku predmeta, oruđa, alata, dokumenata i fotografija.

## Vanjske poveznice
- Etnografska zbirka Lič - Turistička zajednica općine Fužine
- MDC | Kulturno-povijesna zbirka Lič | Info